# Spectrum Pathologie
Spectrum Pathologie (Eigenschreibweise SPECTRUM Pathologie) ist ein österreichisches Fachmedium zur Fortbildung auf dem Gebiet der molekular-pathologischen Diagnostik und insbesondere der Krebsdiagnostik. Die Heftkonzeption erfolgt in Zusammenarbeit mit dem Herausgeber – der Österreichischen Gesellschaft für klinische Pathologie und Molekularpathologie – und dem MedMedia Verlag mit Sitz in Wien.

## Geschichte
Seit der ersten Ausgabe im Jahr 2017 unterliegt die Herausgeberschaft der Österreichischen Gesellschaft für klinische Pathologie und Molekularpathologie (ÖGPath). Spectrum Pathologie erscheint seither zum Zeitpunkt der Herbsttagung der ÖGPath, die einmal jährlich im September stattfindet. Das Editorial Board bilden aktuell die Präsidentin der ÖGPath Renate Kain sowie der Vorstand der ÖGPath Martin Klimpfinger.

## Inhalt
Das Medium soll eine medizinische Fortbildung für alle pathologischen und molekularpathologischen Fachrichtungen sowie für biomedizinische Analytiker und pathologisch interessierte Fachärzte (Onkologen, Gynäkologen, Gastroenterologen, Chirurgen u. a.) bieten. Der Fokus des Mediums orientiert sich üblicherweise an den Kongressthemen der ÖGPath-Frühjahres- und Herbst-Tagung. Seit der 3. Ausgabe behandelt das Fokusthema eine bestimmte Tumorentität und deren Guideline-konforme Diagnostik nach den aktuellen Klassifikationen der WHO. Das Medium enthält zudem Inhalte über wissenschaftliche Entwicklungen auf dem Gebiet der Pathologie. Die Beiträge werden von Experten aus Pathologie und Klinik verfasst. Die Inhalte des Mediums sind online abrufbar.